# 加藤圭
加藤 圭（かとう けい、1991年8月18日 - ）は、日本将棋連盟所属の女流棋士。女流棋士番号は64。茨城県日立市出身。加瀬純一七段門下。川村学園女子大学卒業（心理学専攻）、同学大学院心理学専攻修了。

## 棋歴

### 女流棋士になるまで
小学4年生のとき（2001年度）、家にあった将棋入門書をたまたま読んで将棋を始め、将棋ゲームソフトやインターネットで将棋を指すことに熱中した。しかし、1年ほどで将棋ゲームソフトのレベルが四段に上がると熱が冷め、将棋から離れた。
臨床心理士の資格を取得してスクールカウンセラーの職に就くことを志望していた加藤は、川村学園女子大学（心理学専攻）を卒業し、2014年4月に同学大学院心理学専攻に進学した（臨床心理士試験は、大学院修了が受験要件）。同年、第72期名人戦七番勝負（森内俊之名人に羽生善治が挑戦し、羽生が名人を奪取）のインターネット中継を偶然に見た加藤は、将棋熱が一気に再燃した。小学4年から1年間、将棋ゲームソフトで遊んだだけで、それから12年ほどを将棋と無縁に過ごした加藤であるが、第4局で羽生が指した「4一金」が最終的に勝利の一手になったことを一目で理解できたという。加藤は、将棋倶楽部24で毎日ネット将棋を指すようになり、心理学の勉強が片手間になるほど熱中した。
ネット将棋しか指したことのなかった加藤は、将棋大会への出場を思い立った。はじめて出場した、2015年9月13日の第47期女流アマ名人戦で3位に入賞し、加藤のことを全く知らない大会関係者は「あれは誰？」と驚いたという。11月8日には、第8回女子アマ王位戦・関東大会で準優勝した。
女流アマ名人戦で好成績を修めたことをきっかけに、加藤は、同じ振り飛車党である加瀬純一・七段（のちの師匠）の主宰する将棋教室に通って腕を磨いた。2016年3月に大学院を修了した加藤は、女流棋士という職業を強く意識するようになった。当時の規定では、女流棋士になるには満25歳までに研修会に入会せねばならず、加藤は既に24歳であった。加藤は、同年の10月-11月に行われる臨床心理士試験を受験するのを諦め、加瀬純一・七段門下として、同年8月、関東研修会D1に入会した。加藤は、学童保育の契約社員として働きながら研修会に通った。

2017年10月8日、関東研修会の10月第1例会で3連勝し、直近11局で9勝2敗となり、C1に昇級して「女流3級」となる権利を得た。その後もしばらく研修会で指し続けたが、資格申請を以て2018年2月1日付で女流3級となった。これより2年以内に女流2級に昇級すると正式に女流棋士と認定される。
2018年6月21日、第4回YAMADA女流チャレンジ杯1回戦で中村桃子に、2回戦で小高佐季子にそれぞれ勝ち、続く3回戦で飯野愛を破ってベスト4入りを決め、女流2級への昇級規定「YAMADA女流チャレンジ杯ベスト4」を満たして同日付で女流2級に昇級し、正式な女流棋士になると同時に女流棋士番号「64」を付与された。

### 女流プロ入り後
2019年10月11日、第31期女流王位戦予選で上田初美に勝利して「女流王位戦予選決勝進出」の規定を満たし、女流1級に昇級した。2020年3月16日、第47期女流名人戦予選で水町みゆに勝利して「女流名人リーグ入り」の規定を満たし、女流初段に昇段した。2021年4月2日、第1期女流順位戦順位決定リーグで安食総子に勝利しB組1位を確定させ、リーグ最終戦および順位決定トーナメントを待たずして来期の「女流順位戦A級入り」以上を確定させたことにより、女流二段に昇段した。女流順位戦の規定による昇段の適用第1号となった。

## 棋風
振り飛車党。
先手番・後手番、どちらでも中飛車で戦う。

## 人物
- 趣味は読書[3]、ゲーム[17]。
- 2019年、一般男性と結婚[18]。
- 2020年に田中沙紀が女流3級資格取り消しとなりプロ入りを諦めようと決めていたときに田中を引き留め「もう一度頑張ろう」と何度も励まし、それが田中のプロ入り再挑戦につながった[19]。大野八一雄の教室も紹介し、田中は2021年にプロ入りを果たした[19]。

## 昇段・昇級履歴
研修会
- 2016年08月00日：関東研修会入会（D1クラス）
- 2017年10月08日：関東研修会C1クラス昇級 = 「女流3級」資格

女流棋士
- 2018年02月01日：女流3級 [3]
- 2018年06月21日：女流2級（YAMADA女流チャレンジ杯ベスト4〈第4回〉）[12]
- 2019年10月11日：女流1級（女流王位戦予選決勝進出〈第31期〉）[13]
- 2020年03月16日：女流初段（女流名人戦女流名人リーグ入り〈第47期〉）[14]
- 2021年04月02日：女流二段（女流順位戦A級入り〈第1期〉）[15]

## 主な成績

### 在籍クラス
| 2021 | 1 | 順位決定トーナメント戦4位 | 順位決定トーナメント戦4位 | 順位決定トーナメント戦4位 | 順位決定トーナメント戦4位 | 順位決定トーナメント戦4位 |     |
| 2022 | 2 |                           | A 03                      |                           |                           |                           | 4-5 |
| 2023 | 3 |                           | A 05                      |                           |                           |                           | 4-5 |
| 2024 | 4 |                           | A 06                      |                           |                           |                           | 2-6 |
| 2025 | 5 |                           | A 07                      |                           |                           |                           |     |
| 女流順位戦の 枠表記 は挑戦者。右欄の数字は勝-敗(番勝負/PO含まず)。 順位戦の右数字はクラス内順位 ( x当期降級点 / *累積降級点 / +降級点消去 ) |   |                           |                           |                           |                           |                           |     |

### 年度別成績
女流公式棋戦
- 2024年度
  - 年度成績 30局 12勝18敗（勝率0.4000）[20]
  - 通算成績 198局 93勝105敗（勝率0.4696）〈2025年3月31日対局分まで〉[21]